# Tikva (gmina Nova Varoš)
Tikva (cyr. Тиква) – wieś w Serbii, w okręgu zlatiborskim, w gminie Nova Varoš. W 2011 roku liczyła 66 mieszkańców.